# Luther Márton

A Luther-rózsa, az evangélikus egyház jelképe

Martin Luther (magyarosan: Luther Márton, németül eredetileg Martin Luder) (Eisleben (ma Lutherstadt Eisleben), 1483. november 10. – Eisleben, 1546. február 18.) a protestáns reformáció szellemi atyja, lelkész, reformátor. Ágoston-rendi szerzetesként lett teológus és professzor, a Wittenbergi Egyetem bibliatanára. Reformjait sokáig az egységes (úgymint a katolikus) egyház keretében szerette volna keresztül vinni. Nyelvi és írói adottságai és karizmatikus személyisége széles visszhangot váltott ki, ami véget vetett a katolicizmus európai egyeduralmának. Az általa lefordított Luther-Biblia (németül Lutherbibel) a német nyelvterületen ma is az egyik legfontosabb bibliafordítás.

## Élete

### Ifjúkora és tanulmányai
Eislebenben született, szülei Hans Luder bányász, később városi tanácsos és felesége Margarethe Lindemann voltak. Luther kilenc gyermek közül nyolcadikként született. A következő Márton-napon (1483. november 11-én) keresztelték a szent patrónus védelme alá ajánlva. A szomszédos Mansfeldben nőtt fel, ahol apja kohómesterként egy rézbányában szerény vagyonra tett szert. Luther az akkoriban szokásos szigorú, de szeretetteljes apai nevelésben részesült; az angol nyelvű katolikus enciklopédia ezt a szigorúságot afféle germános kegyetlenségnek minősíti.
1488 és 1497 között a mansfeldi városi iskola tanulója volt és utána egy évig a magdeburgi dómiskolát látogatta, ahol a közös élet testvérei, a késő középkori újjászületési mozgalom hívei tanítottak. 1498-ban szülei az eisenachi ferencesekhez küldték, ahol zenei-költői nevelésben részesült. Jó énekes hírében állt.
Az 1501 és 1505 közötti években Türingiában, az Erfurti Egyetemen tanult és elnyerte a „Magister Artium” címet a bölcsészettudományi karon. Tanulmányai a latin nyelv és nyelvtan, retorika, logika, fizika és metafizika, illetve a zene, matematika, geometria és csillagászat tárgyakra terjedtek ki. Alaposan megismerte Arisztotelész tanításait. Ezek Aquinói Tamás óta uralták a középkori skolasztikát, azonban Erfurtban a nominalizmus szempontjából bírálták őket.
Apja kívánságára Luther jogi tanulmányokba kezdett. 1505 nyarán,  hazaúton, Stotternheim mellett nagy vihar lepte meg, és halálfélelmében a bányászok védőszentjéhez könyörgött: „Szent Anna, segíts! Ha élni hagysz, szerzetes leszek.” Ezen fogadalmának megfelelően, apja akarata ellenére, július 17-én belépett az erfurti Ágoston-rendi remeték soraiba. Ott a rend előírásait olyan példaszerű szigorral követte, hogy már 1507-ben  pappá szentelték.

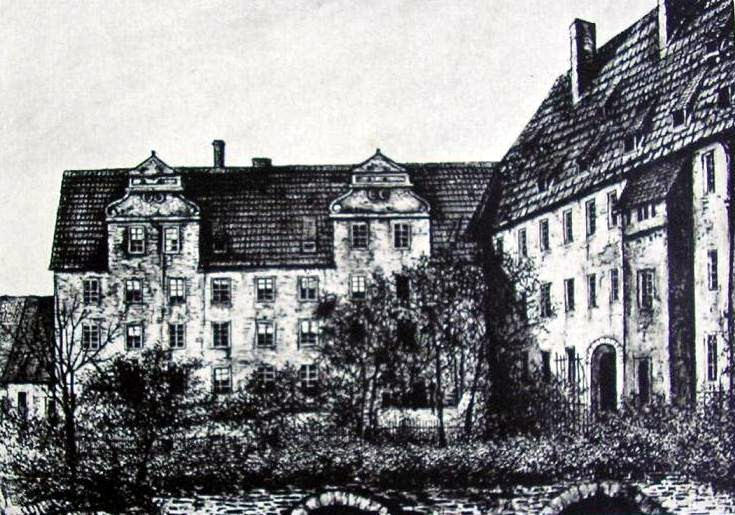
A wittenbergi egyetem a 19. században

A mindennapi vezeklés ellenére Luther nagy lelki válságot élt át. Ennek oka – Luther saját bevallása szerint, aminek a legtöbb forrás hitelt ad – az utolsó ítélettől való félelem, illetve a saját üdvözülésében való kételkedés volt; az angol nyelvű katolikus enciklopédia ezzel szemben azt állítja, hogy a válság inkább pszichopatológiai, semmint teológiai jellegű volt. Gyóntatóatyja, Johann von Staupitz, a kongregáció főnöke, a hittudomány tanulmányozását ajánlotta neki és 1508-ban áthelyeztette Wittenbergbe. Az ottani kolostoriskolában ismerte meg William Ockham teológiáját, ami az isteni szabadságot és az emberi szabad akaratot hirdette, valamint az egyházatyákat, elsősorban Hippói Szent Ágostont tanulmányozta. Egy évre rá baccalareus biblicus (a biblia professzora) lett. Az ógörög, a héber és az erkölcsfilozófia mellett egyéb bibliai tantárgyakat oktatott.
Luther 1510-ben a rend megbízásából Rómába utazott, egyes források szerint Staupitz tervezett egyházszervezési reformjainak támogatására, más források szerint az utazás célja nem ismert. Meggyónt és hason csúszott fel a Laterán „szent lépcsőin”, hogy bűnbocsánatot szerezzen magának és szeretteinek. Ekkor még nem vonta kétségbe a katolikus hitgyakorlatot, de már felháborította a komolytalanság és az erkölcsi hanyatlás, amivel Rómában találkozott.
1511-ben Staupitz visszahívta őt Wittenbergbe, ahol 1512 októberében a teológia doktora lett. A következő években rengeteget dolgozott: az egyetemen tartott teológiai előadások mellett a wittenbergi kolostor területi vikáriusaként tizenegy kolostort kellett felügyelnie, és prédikált a városi plébániatemplomban is. Ebben az időben fokozatosan elszakadt a hagyományos exegézistől és a Szentírást nyelvi és történelmi megfontolásokkal értelmezte, a szavak köznapi jelentéséből kiindulva. Noha még elkötelezett volt a katolikus egyház iránt, már eljutott azokra a következtetésekre, amelyek később az attól való szakítását eredményezték.

### A reformáció kezdete

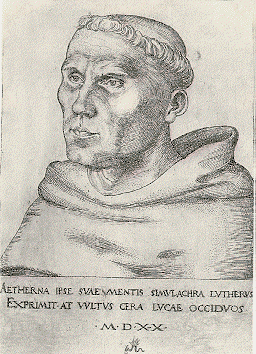
Luther tonzúrával (id. Lucas Cranach rajza, 1520)

A Luther-kutatás vitatott kérdése, hogy mikor fogalmazta Luther első ízben a sola gratia (egyedül kegyelemből) elvét. Luther saját maga egy visszaemlékezésében ezt a fordulatot váratlan megvilágosodásként írja le, amely a wittenbergi kolostorban érte. Miközben a Pál apostol rómaiakhoz írt levele első részének 17. versén elmélkedett, hirtelen felismerte, amit sok éven át hasztalanul keresett:
Most kezdtem megérteni, hogy ennek az igének: az evangéliumban Isten igazsága jelentetik ki, az az értelme, hogy ti. ez az igazság elfogadott (passzív) igazság, mellyel minket a kegyelmes Isten igazzá tesz a hit által, amint megíratott: "Az igaz ember hitből él".
Ez a bibliai ige vezetett Luther új írásértelmezéséhez: Isten örök igazságossága tisztán kegyelmi ajándék, amelyet az ember a Jézus Krisztusba vetett hit által kap meg. Ezt az ajándékot semmilyen egyéni teljesítménnyel nem lehet kiérdemelni. Ettől fogva kritikusan szemlélte az egyházat, amely úgy tüntette fel magát, mint aki Isten kegyelmét egyedül közvetíti az emberek felé.
Az angol nyelvű katolikus enciklopédia ezt a felismerést úgy tekinti, hogy a „feszült és neurotikus fizikai állapotban” levő Luther, aki labilis lelkivilágából adódóan először túl nagy jelentőséget tulajdonított saját erőfeszítéseinek a megigazulás irányába, teljesen átbillent az ellenkező oldalra.
1516–17-ben Albert mainzi érsek búcsúcédulák segítségével próbálta összegyűjteni a szükséges források ráeső részét a római Szent Péter-bazilika felépítéséhez, illetve saját adósságai kifizetéséhez.
1517. október 31-én Luther levelet írt Albert püspöknek, amelyben tiltakozott a búcsúcédulák árusítása ellen. A levélhez csatolta a búcsúcédulák erejét és hatékonyságát kétségbe vonó vitairatát is.
Philipp Melanchthon írása szerint Luther ugyanez nap, 1517. október 31-én a wittenbergi Schlosskirche (vártemplom) kapujára ki is szögezte a 95 tételét. (Ekkor még nem állt szándékában szakítani a római katolikus egyházzal.)
Ezt később egyesek kétségbe is vonták, azaz hogy Luther a levéllel egy napon ki is szegezte a 95 tétel másolatát a wittenbergi vártemplom kapujára, mivel a köznép nagy része nem tudott olvasni. De a közismert történetet Luther titkárának feljegyzése is megerősíteni látszik.
A tételek kiszegezésének napját tekintik a reformáció kezdetének és ünneplik minden év október 31-én, a reformáció napjaként.
A 95 tételt latinról hamarosan németre fordították, kinyomtatták és széles körben elterjedt, s két hét alatt ismertté vált Németországban, majd rövidesen egész Európában.
Albert püspök megvizsgáltatta a mainzi egyetemmel a tételeket és értesítette róluk X. Leó pápát is. A pápa először nem tartotta fontosnak a vitairatot, és Luthert részeg németnek nevezte, aki meg fogja gondolni magát. 1518-ban azonban már bizottságot állított fel a tanult Silvester Mazzolini (más néven Prierias) vezetésével, hogy vizsgálják meg Luther állításait. Prierias arra a következtetésre jutott, hogy Luther tudatlan, istenkáromló eretnek, és latin nyelvű dialógust írt a tételek ellen. Vitába szállt Lutherrel Johann Eck is; Luther mindegyiküknek külön megfelelt, de a legkimerítőbb válaszát ebben a tárgyban az 1518-ban írt Resolutiones disputationum de indulgentiarum virtute című írása tartalmazza.

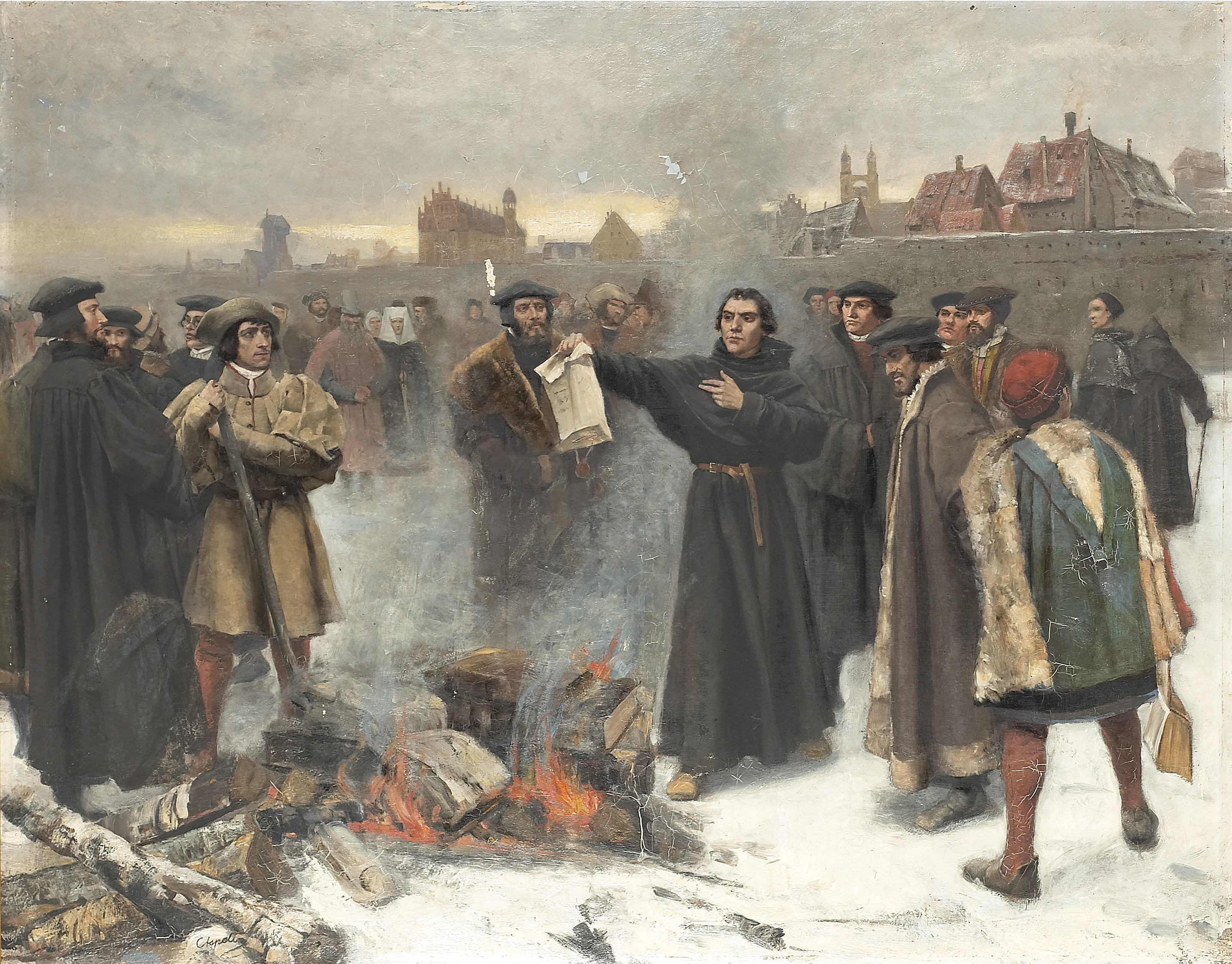
Luther elégeti a pápai bullát Wittenbergben
Karl Aspelin (1857–1932) festménye

A vitának az lett az eredménye, hogy a pápa Rómába idézte Luthert, az eretnekek fölött ítélkező pápai bíróság a Szent inkvizíció elé, III. (Bölcs) Frigyes szász választófejedelem közbelépésére azonban a meghallgatást áthelyezték Augsburgba, ahol a birodalmi gyűlésen Tommaso Cajetan De Vio bíboros is jelen volt. A meghallgatáson utóbbi felszólította Luthert, hogy vonja vissza tanait, de érdemi vitába nem bocsátkozott vele. Luther még ekkor is a „rosszul értesült pápától a jól értesítendő pápához” fordult igaza védelmében, azonban a következő évben egy lipcsei hitvitában már a pápai joghatóságot is vitatta.
Luther egyre tovább ment azon az úton, hogy a Biblia alapján szembefordul a katolikus egyház egyes tanításaival. Megerősödött benne az a vélemény, hogy a pápai trónon az Antikrisztus ül; erre vonatkozó gondolatait „A német nemzet keresztyén nemességéhez” című 1520-as írásában tette közzé.
1520. június 15-én X. Leó pápa az Exsurge Domine (Kelj föl, Uram) kezdetű pápai bullájában megparancsolta, hogy Luther hatvan napon belül vonja vissza 95 pontjából a pápa által hibásnak minősített 41-et.
A bullát több német városban is kihirdették, Luther pedig december 10-én nyilvánosan elégette Wittenberg főterén. Ezek után Leó pápa 1521. január 3-án kiközösítette az egyházból, és levélben kérte fel V. Károly német-római császárt, hogy tegyen határozott lépéseket a lutheri eretnek tanok visszaszorítása érdekében.
Luthernek és ügyének a sorsa a birodalom álláspontjától függött. A wormsi birodalmi gyűlésen  (1521. jan. 28. – máj. 25.) a fejedelmek, élükön Bölcs Frigyessel, keresztülvitték, hogy Luthert meghívják és meghallgassák. Luther itt császári kísérettel bizonyságot tett meggyőződéséről. Nem sokkal a wormsi birodalmi gyűlésről való távozása után a pápa híveinek sikerült a császárt rávenniük a Luther elleni ediktum kiadására. A rendelet a reformátort Sátánnak bélyegezte. Az állt benne, hogy Luther „maga a Sátán emberi alakban és barátcsuhában”. A rendelet kimondta: mihelyt Luther menlevele lejár, intézkedni kell, hogy munkáját megszüntesse. A császár megtiltotta, hogy bárki is befogadja, enni vagy inni adjon neki, szóval vagy tettel, nyilvánosan vagy magánjelleggel segítse vagy támogassa. A parancs úgy hangzott, hogy el kell fogni, bárhol is legyen, és át kell adni a hatóságoknak.

### Száműzetése

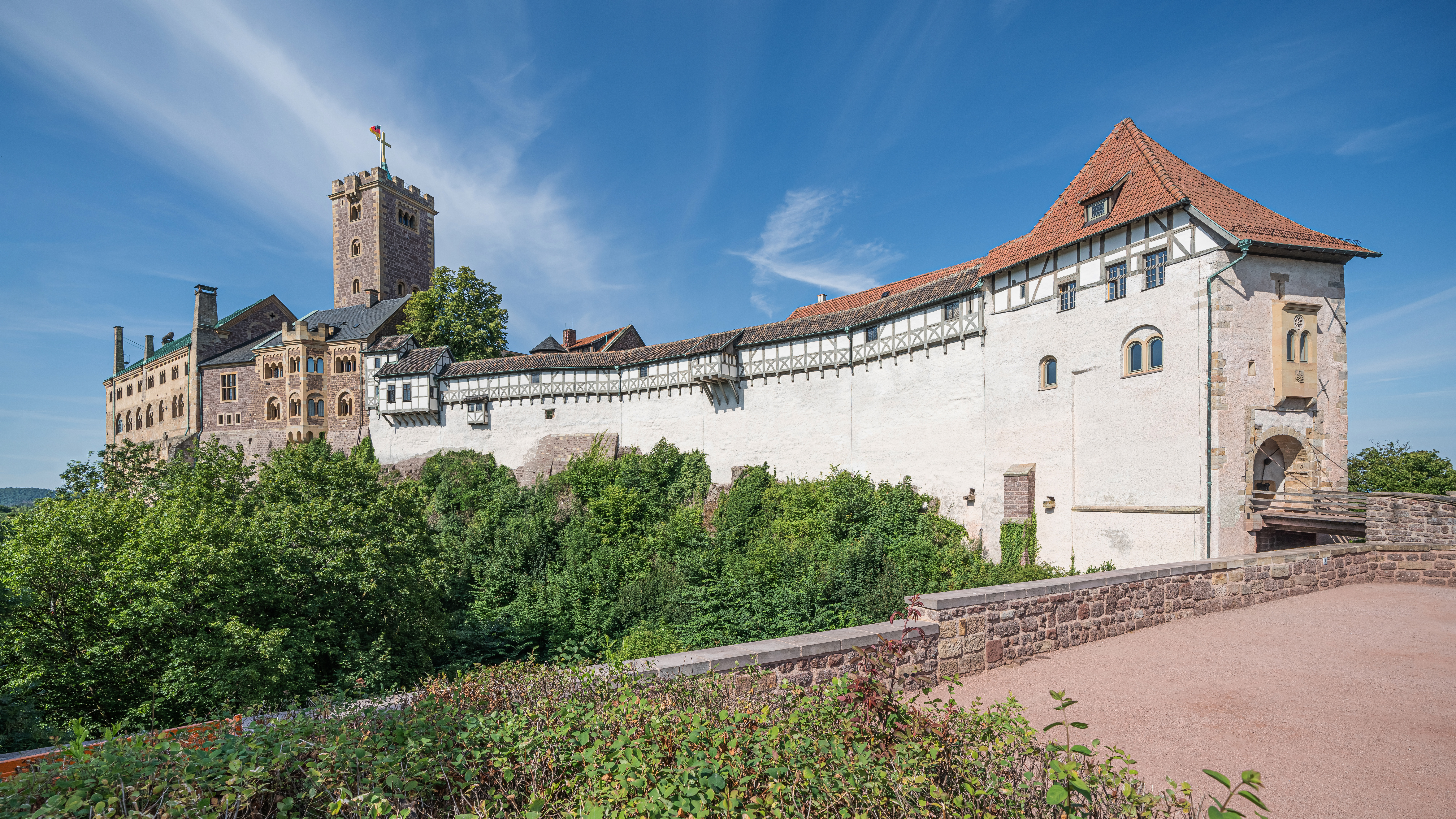
Wartburg vára

1521. május 4-én Bölcs Frigyes választófejedelem parancsára Luthert elrabolták, amikor hazafelé tartott. A fejedelem abban reménykedett, hogy így Luthert megóvhatja a birodalmi átok következményeitől.
Ezután Luther 10 hónapig Wartburg várában álnéven élt, Junker Jörgnek (azaz György lovagnak) nevezte magát és szakállat viselt. Egy ideig örült, hogy megszabadult a harc hevétől és kavargásától. De sokáig nem tudott örömet találni a csendben és nyugalomban. Hozzászokott a tevékeny élethez és a kemény küzdelemhez. Miközben ellenségei azzal áltatták magukat, hogy elhallgattatták, tevékenységének kézzelfogható bizonyítékai megdöbbentették és zavarba ejtették őket. Tollából származó tanulmányok tömegei forogtak közkézen egész Németországban. Az Újszövetség német nyelvre fordításával nagyon fontos szolgálatot tett honfitársainak.

### Házassága, családja

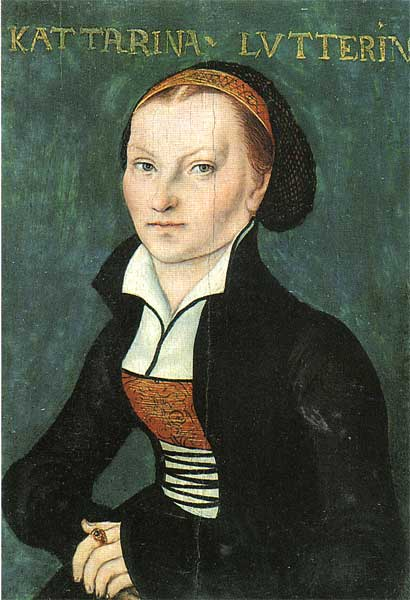
Id. Lucas Cranach: Katharina von Bora, 1526 körül

Katharina von Bora nyolc más apácatársával együtt, 1523 áprilisában, a húsvétot a ciszterci Nimbschen-kolostortól távol, Wittenbergben töltötte. Ott összeismerkedtek, a lányt elbűvölte Márton egyénisége, őt pedig annak szépsége és okossága. Egymásba szerettek, 1525. június 13-án eljegyezték egymást, majd június 27-én összeházasodtak. Ez megfelelt Luther azon tanításának, amely szerint a házasság nem szentség. Sőt, elutasította a cölibátust és követelte a kolostorok feloszlatását. Katharina a professzor személyes gondjainak megoldásában annak nagy segítségére volt; szállást adott a diákoknak, Luther számos beszédét megírta, ellátta a ház körüli feladatokat. Hat gyermekük született:
1. Johannes (Wittenberg, 1526. június 7. – Königsberg, Poroszország, 1575. október 27.)
2. Elisabeth (Wittenberg, 1527. december 10. – Wittenberg, 1528. augusztus 3.) Csecsemőként meghalt.
3. Magdalena (Wittenberg, 1529. május 4. – Wittenberg, 1542. szeptember 20.) Fiatalon meghalt.
4. Martin (Wittenberg, 1531. november 7. – Wittenberg, 1565. március 4.)
5. Paul (Wittenberg, 1533. január 28. – Lipcse, 1593. március 8.) Orvos lett.
6. Margareta (Wittenberg, 1534. december 17. – Mühlhausen, Kelet-Poroszország, 1570)

### Erasmus és Zwingli

#### Erasmus
Luthernek számos követője akadt. De ahogy tanítása egyre jobban kikristályosodott, többen is elidegenedtek tőle. A legsúlyosabb nézeteltérései Erasmussal és Zwinglivel támadtak. Erasmus eleinte kiállt Luther mellett az egyházi visszaélések bírálatában, de nem fogadta el a reformokból következő megosztottságot és küzdelmet, ő az összhangot és az egyetértést eszményítette. Eleinte nem akart nyíltan szembeszállni Lutherral, de végül 1524-ben kiadta De libero arbitrio diatribe (Értekezés a szabad akaratról) című vitairatát, amelyben erősen elutasította Luthernak az emberi akarat tehetetlenségéről vallott felfogását. 
Luther egy darabig megfontoltan szótlan maradt, majd 1525-ben közreadta De servo arbitrio (A szolgai akaratról) című válasziratát. Ő maga ezt tartotta egyik legjobb írásának, noha megfogalmazásaiban túlzásba esik. Kíméletlenül rámutatott Erasmus írásának gyenge pontjaira és következetlenségeire, illetve megerősítette az embernek az isteni kegyelemtől és predestinációtól való teljes függéséről kialakított hagyományos, ágostoni felfogását. 

#### Zwingli
Kezdetben a német és svájci reformátorok vállvetve harcoltak. De súlyos nézeteltérés támadt köztük az úrvacsorai valóságos jelenlét kérdésében. Eleinte közös egyetértéssel utasították el az átlényegülés római tanát, és tartották fenn továbbra is Krisztus testének és vérének valóságos úrvacsorai jelenlété megfogalmazó tanítást. 1524-ben azonban Cornelius Hoen holland teológus érvei meggyőzték a svájciakat, hogy a kenyér és a bor csupán jelképezi Krisztus testét és vérét. Magát Luthert korábban már kísértette ez a gondolat, de az Újszövetség világos szavai: "Ez az én testem..", nem engedték ebbe az irányba elmozdulni. Így Luther és Zwingli elkezdett egymás ellen írni. 1529-ben Fülöp hesseni választófejedelem meggyőzte a két felet, hogy találkozzanak Marburgban és oldják fel ellentéteiket. Álláspontjukból azonban nemigen engedtek, és a protestantizmus végleg két, lutheránus és református táborra szakadt. 

### Utolsó évei

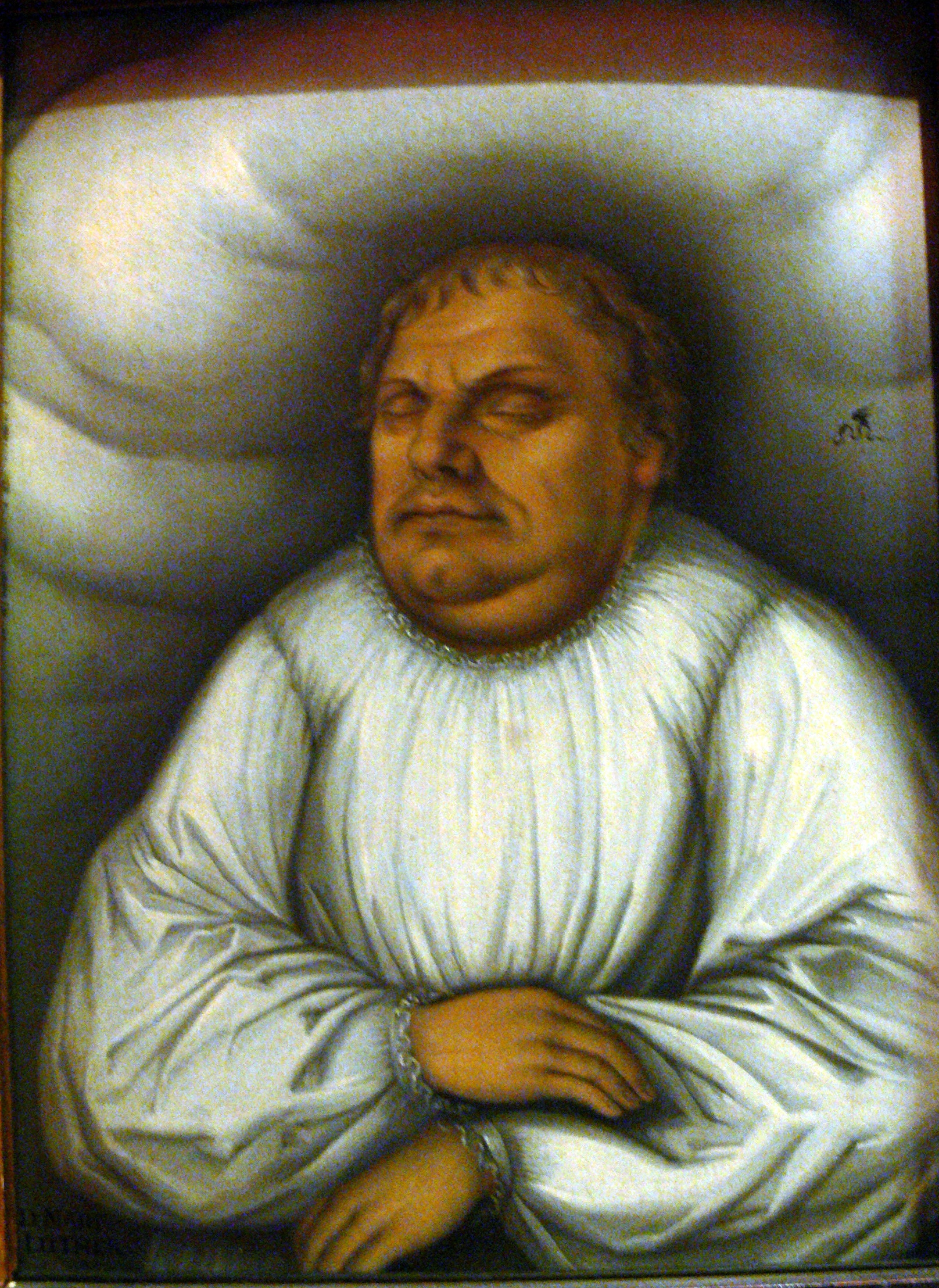
Luther a halálos ágyán

Luther utolsó éveit többféle betegség nehezítette. Ezenkívül igen megviselte Magdalena nevű leánya halála 1542-ben. Vallási türelme is egyre fogyott, a római katolikusok és a zsidók vallási tanításai ellen féktelen kirohanásai voltak. Korábban írta a „Hogy Jézus Krisztus is zsidónak született” című művét, amelyben a Messiás zsidó mivoltát emelte ki. Egy Keletről érkezett beszámolóban arról hallott, hogy Morvaországban a zsidók saját hitükre térítik a jóakaratú polgárokat. Luther teljesen felháborodott ezen, és megírta „A zsidókról és hazugságaikról” („Von den Jüden und ihren Lügen”) című könyvét 1543-ban. A Kúria (egyházi bíróság) elleni harcai Luthert elfárasztották. Élete vége felé egyre élesebb szavakkal támadta a pápaságot, amely nem hajlandó észrevenni saját hibáit. Luther teljesen lemondott a javítás lehetőségébe vetett hitéről, amikor 1545-ben, egy évvel a halála előtt megírta „Az Ördög alapította római pápaság ellen” („Wider das Papsttum zu Rom, vom Teufel gestiftet”) című munkáját. Ebben a pápát már Antikrisztusnak bélyegzi. A wittenbergi egyetemen való tanítást szinte élete végéig folytatta, utolsó előadását az alábbi szavakkal fejezte be: „Ich bin schwach, ich kann nicht mehr.”, vagyis „Gyenge vagyok, nem bírom tovább!” Élete utolsó útja szülőföldjére, Mansfeldbe vezetett, hogy kibékítse a hazai grófi család két ágát, ott azonban ágynak esett. Utolsó sorait kis darab papirosra írta, s ezzel a két mondattal zárta: „Wir sind Bettlers. Hoc est verum.” (Koldusok vagyunk. Ez az igazság.) Az 1546. február 17-ről 18-ra virradó éjjel hunyta le örökre szemét.

## Munkássága
Luther nem akart élete során új egyházat alapítani, szerinte az egyház egy és oszthatatlan, hiszen Jézus Krisztus teste. De ezt írta:
"Az egyháznak szüksége van a reformációra. Ez azonban nem lehet egyetlen ember dolga, sem a pápáé, sem a bíborosoké – ezt az utolsó zsinat már bebizonyította – hanem az egész földkerekségé, sőt egyedül Istené." 
Ezért támadta a katolikus egyház visszaéléseit : 
- a búcsúcédulák révén meg lehetett vásárolni az üdvösséget,
- a zarándokok fájdalmaik által reménykedhettek abban, hogy kiérdemlik a megváltást,
- a szentek és ereklyék tisztelete révén mintha dobozba lehetett volna zárni és kincsként őrizni az örök életet,
- a papok kiváltságossága az egyház hatalma alá rendelte az üdvözülés dolgait – az egyház ellenőrizte az egyes embernek Istenhez fűződő kapcsolatait.

Kétségbe vonta, hogy a pápának joga vagy hatalma volna a búcsúk engedélyezésére, a bűnök megbocsátására. Tanítása alapján (amely a kibontakozó reformáció alaptanítása is): a bűnt egyedül Isten bocsáthatja meg, következésképp az embernek nincs szüksége papi közvetítésre.
1520-ban három alapvető munkában fejtette ki a reformtörekvéseit:
- Az An den christlichen Adel deutscher Nation (A német nemzet keresztyén nemességéhez) az uralkodókat szólította fel, hogy újítsák meg az egyházat, mert az nem teszi rendbe a saját házát. Az uralkodók azzal teljesítik kormányzati kötelezettségüket, hogy megakadályozzák az egyházi elnyomást és sarcolást. Elutasította a papságnak mint különálló klerikális kasztnak a római katolikus felfogását. [26]
- A De captivitate Babilonica ecclesiae-ban (Az egyház babiloni fogsága) a római katolikus egyháznak (a firenzei zsinaton meghatározott) hét szentségét támadta. Azt a kettőt ismerte csak el (a keresztséget és az úrvacsorát), amelyet maga Jézus Krisztus szerzett. [26]
- A keresztyén ember szabadságáról című írásában megkülönböztette a külső és a belső embert. A belső ember tekintetében azt hangsúlyozza, hogy az ember egyedül hit által igazulhat meg. Hit, nem pedig jó cselekedetek által vál igaz emberré. A hit megragadja Isten ígéreteit, egyesíti a hívőt Krisztussal, és valóban beteljesíti a törvényt (minthogy az első parancsolat értelmében tiszteli Istent). A jó cselekedetek nem eszközei, hanem gyümölcsei a megigazulásnak, a belső emberben lévő igazság eredményezi őket a külső emberben. [26]

Wartburg várában elkészítette az Újszövetség német nyelvű fordítását. Az Újszövetség 1522-ben, míg az Ószövetség 1534-ben jelent meg.

### Teológiája
- Biblia: Luther szerint a teológiának egyetlen forrása lehet: a Biblia. Az emberi értelem és az egyházi hagyományok elfogadható eszközök, már amennyiben a Biblia szolgálatába állítják őket. A teológiai tudás vagy gyakorlat számára azonban nem jelentenek alternatív forrást. [31]
- Ingyen kegyelem és jó cselekedetek: Luther alapvetően eltért a római katolikus tanításoktól az isteni kegyelem és a jó cselekedetek kérdésében. Teológiája szerint a kegyelem és a hit Istentől kapott ajándék; jó cselekedetekkel nem lehet érdemeket szerezni Isten színe előtt. A keresztény ember azonban mégis jót cselekszik, nem azért, hogy ezzel valamit elérjen, hanem szeretetből.[14][32]
- Az egyház: Az igazi egyház a hívők Krisztusban való közössége, nem a látható intézmény és hierarchia a fontos. Az egyház nem tévedhetetlen, az egyetlen tévedhetetlen igazság Istenben van. A katolikus felfogással szemben, amely különbséget tesz a felszentelt papok és a gyülekezet között, Luther szerint a keresztség által minden keresztény felszentelődik és joga van igét hirdetni; ugyanakkor a gyülekezet felelős azért, hogy arra alkalmas embereket válasszon tisztségviselőknek.[7][33]
- Egyház és állam: Isten kétféle módon uralkodik a világban az emberek által, ezért az emberek is kétfélék: van aki Isten birodalmához és van aki a Világhoz tartozik. Az egyik birodalomban a lélek uralkodik és Krisztus országába vezeti a keresztényeket, a másikban a világi hatalom féken tartja a rossz embereket. A két uralmat nem szabad összekeverni. A világi hatalom határát az ApCsel 5,29 húzza meg: „Istennek kell inkább engedelmeskednünk, mint az embereknek”.[34]
- Úrvacsora: A reformátorok általában azt hangsúlyozták, hogy a sákramentum nem foglalja magába a kegyelmet, csak a hit által lehet üdvözülni.[35] Ezen túlmenően azonban lényeges különbségek is felmerültek a reformáció különböző ágai között: míg Luther szerint Krisztus valóságosan jelen van, amikor az ige elhangzik (Realpräsenz), Zwingli álláspontja az, hogy az úrvacsora csak emlékezés Krisztus áldozatára, abban Krisztus testileg nincs jelen. Ez a véleménykülönbség a fő oka annak, hogy a lutheránus és a helvét reformáció külön irányzatként negyedfélszáz évre német földön külön utat jártak.[36]

### Társadalmi szerepe
Németországban 1525-ben kitört a parasztháború. Luthert semmi sem erősítette meg annyira a konzervativizmusában, mint éppen a parasztháború. Hallva a lázadók rémtetteiről, szenvedélyes hangú röpiratokban szólította fel a fejedelmeket és a híveiket, hogy kíméletlenül lépjenek fel a lázadó parasztok ellen. Írásait a fejedelmek arra használták fel, hogy igazolják a véres megtorlást.
Bibliafordítása vetette meg a német irodalmi nyelv alapjait.

## Hatása és emlékezete

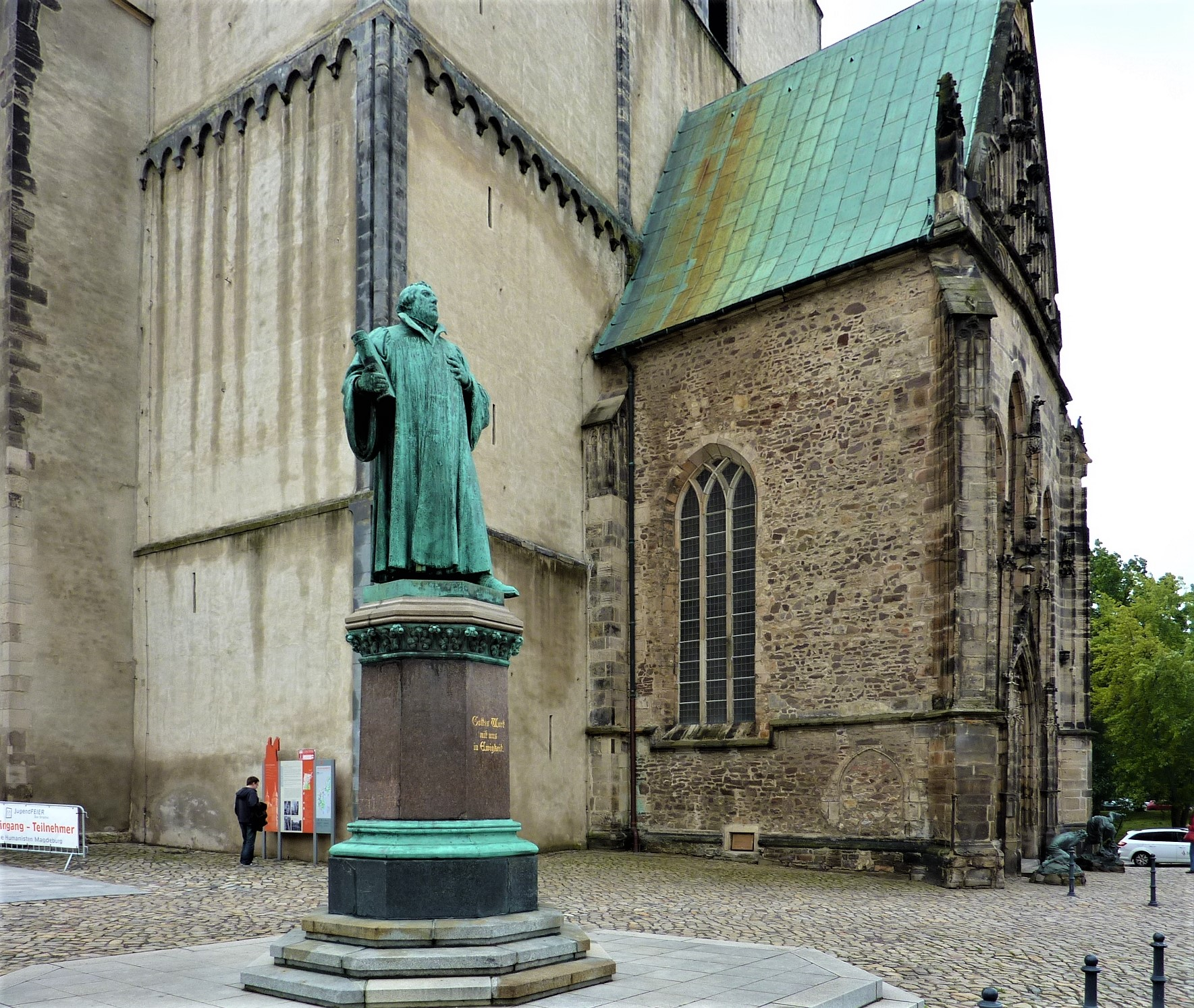
Luther szobra a magdeburgi Szent János-templom előtt

Követői alapították meg az első protestáns gyülekezetet.
A második világháború alatt a német evangélikus egyház, Lutherre hivatkozva, nem állt ki Hitlerrel szemben, mondván: az egyháznak nem az a feladata, hogy világi ügyekbe beleszóljon.

## Luther önmagáról
| Luther Márton önmagáról (nyitható szakasz) >>>>>>>>>>> |
| --- |
| Ifjúkoromban, az 1500-as évek elején senki sem olvasta a Szentírást, úgyhogy mindenki előtt ismeretlen volt. A prófétákat se nem ismerték, se nem értették. Például én húszesztendős voltam már, de Bibliát még nem is láttam. Abban a hitben éltem, hogy a vasárnapi prédikációs könyvekben megírt szentírási részeken kívül nem is létezik evangélium és epistola. Egyszer aztán a könyvtárban találtam egy Bibliát... Az erfurti egyetem könyvtárában láttam először a Szentírást. Olvasni kezdtem Sámuel könyvénél, de megszólalt a csengő s előadásra kellett mennem. Nagy kedvem lett volna elolvasni az egész könyvet, de akkor nem volt rá alkalmam. Amikor diákkoromban a Biblia kezembe került, Sámuel anyjának történetét olvastam. Nagyon tetszett a könyv s arra gondoltam, milyen boldog leszek, ha valamikor nekem is lesz ilyen könyvem. Kevéssel utóbb egy postillás könyvet vásároltam. Ezt nagyon szerettem, mert több evangéliumot tartalmazott, mint amennyit az esztendő folyamán a szószékről tanítani szoktak. Később, amikor beléptem a szerzetesrendbe és elhagytam mindent, magam felől kétségbeesve ismét a Bibliát óhajtottam. Adtak is egyet a testvérek. Ezt szorgalmasan olvastam és emlékezetembe véstem. De csakhamar elvették tőlem és skolasztikus könyveket adtak. Még Erfurtban, fiatal magister koromban, a Biblia olvasása közben – nagy aggodalmamra – odáig jutottam, hogy a Szentírás puszta szövege alapján a pápaság sok tévelygésére rájöttem. Ennek ellenére az erfurti könyvtárban ilyesféle gondolataim támadtak: "Mégis lám, milyen hatalmas a pápa és az egyház tekintélye! Egyedül te lennél okos? Hátha tévedsz?" Az ilyen megfontolások akadályoztak a Szentírás olvasásában. 28-ik életévemben (1512. október 19-én) avattak doktorrá. Amikor doktor lettem, még nem ismertem az evangéliumot. E szavak: "igaz" és "Isten igazsága", mint mennydörgés hatottak lelkiismeretemre. Amikor hallottam, megijedtem és azt gondoltam: "Ha Isten igaz, akkor meg fog büntetni." Minden erőm latba vetésével törekedtem arra, hogy saját jó cselekedeteim révén nyerjem el az Isten előtti igazságot. Ezért nem ettem, nem ittam s nem aludtam. Másoknak nem volt nyugtalan a lelkiismeretük s nem gyötörték magukat ilyen borzalmasan. Én azonban rettegtem a haragvó Isten ítéletének a napjától és a kárhozattól. Azért mindenfelé segítséget kerestem, segítségül hívtam Máriát és szent Kristófot. De minél többet fáradoztam, annál inkább bálványimádóvá lettem. Krisztust nem láthattam, mert a skolasztikusok arra tanítottak, hogy bűnbocsánatot és üdvösséget egyedül saját jó cselekedeteink révén remélhetünk. A skolasztikus hittudomány egyértelműleg azt tanítja, hogy az ember pusztán természeti erőivel is kiérdemelheti Isten kegyelmét. Az összes skolasztikusok ezt tanították: Tedd meg mindazt a jót, ami csak tőled telik! Occam is, aki okosabb volt valamennyinél és megcáfolt minden más irányzatot, kifejezetten azt írta és tanította, hogy a Szentírásban nem található meg a tanítás, mely szerint a jó cselekvéséhez szükség van a Szentlélekre. Ezeknek az embereknek kiváló tehetségük volt és sok idejük, megöregedtek az egyetemi tanári munkában, de Krisztusból semmit meg nem értettek, mert megvetették a Szentírást. A Bibliát senki sem azért olvasta, hogy elmélyedjen benne, hanem csupán azért, hogy tudományos ismereteket nyerjen belőle, mint valami történeti könyvből. Átláthatatlanul sötét a mi korunk. A papok, ti. a világi javak felé szélesre tátott torkok manapság semmit sem tartanak oly felháborítónak, mint ha az egyház kiváltságait, az ő jogaikat, hatáskörüket és vagyonukat kikezdi valaki. Az ilyen "gonosztevőkre" azonnal rázúdítják a mindenféle átkok áradatát, eretnekeknek nyilvánítják és csodálatos vakmerőséggel Isten, az egyház, Péter és Pál apostolok ellenségeinek kiáltják ki őket. Ezzel szemben a legkisebb mértékben sem igyekeznek arra, hogy legalább ők szeressék Istent, avagy legalább ők ne legyenek gonoszabb ellenségei, mint amilyenek szerintük amazok. A hitet és Isten iránt való engedelmességet ennyire egynek veszik a földi javak megőrzésével, szaporításával és védelmezésével. bővebben: dr. Luther Márton önmagáról |

## Művei
- An den christlichen Adel deutscher Nation, Wittenberg, 1520
- Von der Freiheit eines Christenmenschen, Wittenberg, 1520
- De captivitate Babylonica ecclesiae, Wittenberg, 1520
- Deutsche Messe und Ordnung des Gottesdiensts, Wittenberg, 1525
- Catechismus minor (Kis kátéja), Wittenberg, 1529
- Artikel der evangelischen Lehre, Wittenberg, 1537
- Von den Jüden und Ihren Lügen (A zsidókról és hazugságaikról), Wittenberg, 1543
- Tischreden, Wittenberg, 1566

### Magyar nyelven
- Cathechesis minor ... latine et ungarice ..., Lőcse, 1667
- Kátéchismus (Győri) az az D. Luther Marton Kis Kátéchismussa Más szép kegyes kérdésekkel egyetemben Most uyontan Magyarrá fordittatott, a’ Győri Luthe: Oskolában tanuló Ifjúságnak kedvéért, 1709
- Dr. Luther Márton vasárnapi és ünnepi egyházi beszédei minden rendű és rangú családok lelki épülésére, Németről fordította Zábrák Dénes, 1896
- Miért égette el Luther Márton a pápának s híveinek iratait?; ford., jegyz. Paulik János; Hornyánszky Ny., Budapest, 1900 (A Luther-Társaság kiadványa)
- Luther Márton Három alapvető reformátori irata, 1520 / A német nemzet keresztyén nemességéhez / Az egyház babyloni fogságáról / A keresztyén ember szabadságáról; ford. Masznyik Endre, bev., jegyz. Stromp László; Hornyánszky Ny., Budapest, 1901 (A Magyar Protestáns Irodalmi Társaság kiadványai)
- Luther aranymondásai. Asztalnál tartott barátságos beszélgetéseinek gyűjteményéből 1-2.; vál., ford. Masznyik Endre; Hornyánszky Ny., Budapest, 1902–1903
- Luther Márton művei. 1. rész/1. kötet, Egyházreformáló iratok Az első időszakból (1517. okt. 31. – 1520. jún. 26.) való iratok, 1904
- Luther Márton művei. 1. rész/2. kötet, Egyházreformáló iratok Az első időszakból (1520. aug. – 1521. máj. 6.) való iratok, 1905
- Luther Márton művei. 2. rész/3. kötet, Egyházszervező iratok A második időszakból (1521. okt. 8. – 1523. ápr.) való iratok, 1906
- Luther Márton művei. 2. rész/4. kötet, Egyházszervező iratok A második időszakból (1523. márc. – 1526. jan.) való iratok, 1908
- Luther Márton művei. 2. rész/5. kötet, Egyházszervező iratok A második időszakból (1526 – 1530) való iratok, 1910
- Luther Márton művei. 2. rész/6. kötet, Egyházszervező iratok Az utolsó időszakból (1530. május – 1545) való iratok, 1914
- Bűnbánati zsoltárok. A hatodik zsoltár; ford. Schulek Tibor; Szabó-Uzsaly Ny., Győr, 1931 (Harangszó-könyvtár)
- Bűnbánati zsoltárok. A harminckettedik zsoltár; ford. Schulek Tibor; Szabó és Uzsalyi Ny., Budapest, 1932 (Harangszó könyvtár)
- Luther Márton 95 tétele; ford. Takács János; Fébé Ny., Budapest, 1937 (Luther írásai)
- Luther hitvallása. A schmalkaldi cikkek. Ünnepi kiadvány a négyszázados évfordulóra; ford. Masznyik Endre; 3. jav. kiad.; Luther Társaság, Budapest, 1937 (A Luther-Társaság kiadványai)
- A jó cselekedetekről; ford. Takács János; fordítói, Budapest, 1937 (Luther írásai)
- Jer, örvendjünk keresztyének! Luther írásaiból mindennapi áhítatra; összeáll. Karl Witte, ford. Szabó József, átnézte Németh Károly; Evangélikus Egyházmegye, Győr, 1938
- A katona hivatásáról. Lehet-e üdvösséges a katona hivatása; ford. Márton Jenő; Luther-Társaság, Budapest, 1939 (A Luther-Társaság kiadványai. Új sorozat)
- Tizennégy vigasztaló kép megfáradtaknak és megterhelteknek; ford. Virág Jenő; Fébé Egyesület, Budapest, 1942
- Így imádkozzál! Egyszerű útmutató az imádkozásra; ford. Balikó Zoltán; Baross Ny., Győr, 1943 (A "Keresztyén Igazság" füzetei)
- A 95 tétel; Huszár Gál SDG Kollégium, Debrecen, 1944 ("Tegnap és ma" sorozat)
- Asztali beszélgetések; vál., összeáll., jegyz., ford. Márton László; Helikon, Budapest, 1983 ISBN 963-207-770-9
- Imádkozzunk együtt Lutherral ma is; Frieder Schulz: Heute mit Luther beten c. könyvét ford., bev., jegyz. Hafenscher Károly; Magyarországi Evangélikus Egyház Sajtóosztálya, Budapest, 1983
- Luther Márton négy hitvallása; ford., bev. Prőhle Károly; Magyarországi Evangélikus Egyház Sajtóosztálya, Budapest, 1983
- Dr. Luther Márton önmagáról; vál., ford., jegyz. Virág Jenő; Ordass Lajos Baráti Kör, Budapest, 1988, ISBN 963 001 491 2
- Magnificat /Mária éneke/, 1989
- Nyílt levél a fordításról; ford. Gesztes Olympia, Szita Szilvia; Magyarországi Luther Szövetség, Budapest, 1993 (Magyar Luther füzetek) ISBN 963-8434-02-3 963-8434-02-3
- Bűnbánat / Keresztség / Úrvacsora / Három sermo a szentségekről; ford. Kozma Éva Mária et al.; Magyarországi Luther Szövetség, Budapest, 1994 (Magyar Luther füzetek), ISBN 963-8434-03-1
- Nyolc böjti prédikáció Wittenberg népének 1522. március 9–16-ig; ford. Szebik Zsófia; Magyarországi Luther Szövetség, Budapest, 1994 (Magyar Luther füzetek) ISBN 963-8434-01-5
- Tizennégy vigasztaló kép megfáradtaknak és megterhelteknek; ford. Virág Jenő; Ordass Lajos Baráti Kör, Budapest, 1994, ISBN 963-85128-4-9
- Jer, örvendjünk keresztyének! Luther írásaiból mindennapi áhítatra; összeáll. D. Carl Witte, ford. Szabó József; 3., hasonmás kiad.; Evangélikus Sajtóosztály, Budapest, 1995, ISBN 963-7470-31-X
- Előszók a Szentírás könyveihez; ford. Szita Szilvia; Magyarországi Luther Szövetség, Budapest, 1995 (Magyar Luther könyvek), ISBN 963-8434-04-X
- Mi az evangélium? / A keresztények és Mózes; ford., előszó Csepregi Zoltán; Magyarországi Luther Szövetség, Budapest, 1995 (Magyar Luther füzetek), ISBN 963-8434-05-8
- Luther Márton négy hitvallása, Luther Kiadó, 1996, ISBN 963-7470-37-9
- Négy vigasztaló zsoltár Mária magyar királynéhoz, 1526. A 37., 62., 94., 109. zsoltár magyarázata; ford., tan. Böröcz Enikő, előszó Jutta Hausmann; Magyarországi Luther Szövetség, Budapest, 1996 (Magyar Luther könyvek), ISBN 963-8434-08-2
- A szolgai akarat. Luther Márton De servo arbitrio című teológiai vitairata, 1525; ford. Jakabné Csizmazia Eszter, Weltler ödön, Weltler Sándor; Berzsenyi Dániel Evangélikus Gimnázium (Líceum), Sopron, 1996
- Hogyan szemléljük Krisztus szent szenvedését? / Így imádkozzál!; ford., előszók Véghelyi Antal, Balikó Zoltán; Magyarországi Luther Szövetség, Budapest, 1997 (Magyar Luther füzetek), ISBN 963-8434-10-4
- Heidelbergi disputáció; ford., bev. Nagybocskai Vilmos, utószót Csepregi Zoltán; Magyarországi Luther Szövetség, Budapest, 1999 (Magyar Luther füzetek), ISBN 963-8434-12-0
- Dr. Luther Márton Kis kátéja, Luther Kiadó, 2003, ISBN 963-7470-86-7
- A római pápaságról. Egyházreformáló iratok; ford., bev., jegyz. Masznyik Endre; Aeternitas, Felsőörs, 2004, ISBN 963-212-475-8
- Az egyház babiloni fogságáról szóló könyvecske; ford., bev., jegyz. Masznyik Endre; Aeternitas, Felsőörs, 2005, ISBN 963-86740-0-8
- A szolgai akarat 1525, Magyarországi Luther Szövetség, 2006, ISBN 963-8434-16-3
- A szolgai akarat / De servo arbitrio; ford. Jakabné Csizmazia Eszter, Weltler Ödön, Weltler Sándor; 2. jav. kiad.; Magyarországi Luther Szövetség, Budapest, 2006 (Magyar Luther könyvek)
- Martin Luther és William Tyndale Pál Rómaiakhoz írt leveléről; szerk., tan. Mikesy András, ford. Szita Szilvia, Mikesy András; PPKE BTK, Piliscsaba, 2008 (Kora Tudor irodalom és vallás)
- Mélysége és magassága. Áhítatok az év minden napjára; ford., előszó Kiss Jenő, szerk. Ferenczy Noémi; Koinónia, Kolozsvár, 2010
- Fehér rózsa öt szirommal. Lutherrel barátkozunk; Weltler Sándor, Pápa, 2011
- Bibliafordítás, vigasztalás, imádság; szerk., vál., szöveggond. Csepregi Zoltán; Luther, Budapest, 2011 (Luther válogatott művei)
- Levelek; szerk., vál., szöveggond. Csepregi Zoltán; Luther, Budapest, 2013 (Luther válogatott művei)
- Asztali beszélgetések; szerk., vál., szöveggond. Csepregi Zoltán; új ford. Márton László; Luther, Budapest, 2014 (Luther válogatott művei)
- Prédikációk; szerk., vál., szöveggond. Csepregi Zoltán, Horváth Orsolya; Luther, Budapest, 2015 (Luther válogatott művei)
- Tündöklő vétkekről és az átokká lett Krisztusról. Kommentár Pál apostol galatáknak írt leveléhez; ford., előszó Csabai Tamás; Hetedik, Felsőörs, 2016 (Lux lucet in tenebris)
- Biztonságban Isten kezében; ford. Szabó József; Arany Forrás, Budapest, 2017 (Lelki élet)
- Erős vár a mi Istenünk. Luther Márton füveskönyve; vál., szerk., utószó Reisinger János; Lazi, Szeged, 2017
- Csak Krisztus légyen mesterünk. Ötszáz idézet Luther Márton írásaiból a reformáció 500. évfordulójára, 1517–2017; vál., szerk. Reuss András; Evangélikus Missziói Központ–Magyar Evangélikus Rádiómisszió, Budapest, 2017 (Élő víz füzetek)
- A 147. zsoltár magyarázata. Lauda Jerusalem; ford. Szaszákné Sebők Viola; Prudex–Harmat, Debrecen–Budapest, 2017
- Felelősség az egyházért; szerk., vál., szöveggond. Csepregi Zoltán; Luther, Budapest, 2017 (Luther válogatott művei)
- Hermann-Joseph Frisch: Kedves Márton testvér! Kedves Ferenc testvér! Levélváltás; ford. Balogh Regina, Balogh Vilmos Szilárd; Luther, Budapest, 2017
- Luther megmondja. Válogatás Luther asztali beszélgetéseiből; vál., szerk. Miklósné Székács Judit, új ford. Márton László; Luther, Budapest, 2018
- Schmalkaldeni cikkek / Kis káté / Nagy káté / Melanchton: Értekezés a pápa hatalmáról és elsőbbségéről; ford. Pálfy Miklós, Groó Gyula, Prőhle Károly, tan., jegyz. Reuss András; Luther, Budapest, 2019 (Konkordiakönyv)
- Felelősség a társadalomért; vál., szerk., szöveggond. Csepregi Zoltán; Luther, Budapest, 2019 (Luther válogatott művei)
- A Római és a Galata levél magyarázata; szerk., szöveggond. Csepregi Zoltán, Horváth Orsolya, Krähling Edit, ford. Dér Katalin, Krähling Edit; Luther, Budapest, 2020 (Luther válogatott művei)
- Szerelemládikó avagy A házasság dicsérete; szerk., szövegvál., előszó, jegyz. Isó M. Emese; Luther, Budapest, 2020

## Megjelenése szépirodalomban, játékfilmen
Szépirodalom, színmű
- John Osborne: Luther (dráma, ősbemutató London, 1961)
- Sütő András: Egy lócsiszár virágvasárnapja (dráma, ősbemutató Bukarest, 1975)
- Cs. Szabó Sándor: Luther – Az út (regény, 2017), Luther – Az igazság és az élet (regény, 2018)

Játékfilmek
- 1923 : Martin Luther, német némafilm, rendező és címszereplő Karl Wüstenhagen
- 1953 : Martin Luther, német-amerikai film, rendező Irving Pichel, címszerepben Niall MacGinnis
- 1968 : Luther, amerikai film John Osborne drámájából, rendező Stuart Burge, címszerepben Robert Shaw
- 1974 : Luther, angol film John Osborne drámájából, rendező Guy Green, címszerepben Stacy Keach
- 1981 : Frère Martin, francia film, rendező Jean Delannoy, címszerepben Bernard Lincot
- 1983 : Martin Luther, 5 részes, NDK-film, rendező Kurt Veth, címszerepben Ulrich Thein
- 1983 : Martin Luther, 2 részes NSZK-film, rendező Rainer Wolffhardt, címszerepben Lambert Hamel
- 2003 : Luther, angol-amerikai-német film, rendező Eric Till, címszerepben Joseph Fiennes
- 2017 : Zwischen Himmel und Hölle (Menny és pokol közt), német tévéfilm (ZDF), rendező Uwe Janson, főszerepében Maximilian Brückner (Luther)